# Плосківська сільська рада (Решетилівський район)
Плосківська сільська рада — адміністративно-територіальна одиниця у Решетилівському районі Полтавської області з центром у c. Плоске.
Населення — 903 особи.

## Населені пункти
Сільраді були підпорядковані населені пункти:
- c. Плоске
- с. Браїлки
- с. Левенцівка
- с. Твердохліби
- с. Чередники